# Ель-Пасо (Вісконсин)
Ель-Пасо (англ. El Paso) — місто (англ. town) в США, в окрузі Пієрс штату Вісконсин. Населення — 724 особи (2020).

## Демографія
Згідно з переписом 2010 року, у місті мешкала 681 особа в 253 домогосподарствах у складі 199 родин. Було 284 помешкання
Расовий склад населення:
| - 99,3 % — білих - 0,1 % — корінних американців - 0,1 % — чорних або афроамериканців |

До двох чи більше рас належало 0,3 %. Частка іспаномовних становила 2,5 % від усіх жителів.
За віковим діапазоном населення розподілялося таким чином: 22,8 % — особи молодші 18 років, 67,1 % — особи у віці 18—64 років, 10,1 % — особи у віці 65 років та старші. Медіана віку мешканця становила 41,7 року. На 100 осіб жіночої статі у місті припадало 110,2 чоловіків;  на 100 жінок у віці від 18 років та старших — 110,4 чоловіків також старших 18 років.
Середній дохід на одне домашнє господарство  становив 98 192 долари США (медіана — 73 542), а середній дохід на одну сім'ю — 110 253 долари (медіана — 84 750). Медіана доходів становила 43 125 доларів для чоловіків та 38 250 доларів для жінок. За межею бідності перебувало 3,9 % осіб, у тому числі 0,0 % дітей у віці до 18 років та 0,0 % осіб у віці 65 років та старших.
Цивільне працевлаштоване населення становило 384 особи. Основні галузі зайнятості: виробництво — 20,3 %, освіта, охорона здоров'я та соціальна допомога — 16,9 %, сільське господарство, лісництво, риболовля — 16,1 %.